# Tyrone (Blair County, Pennsylvania)
Tyrone ist eine im Blair County gelegene US-amerikanische Gemeinde, etwa 25 Kilometer nordöstlich von Altoona (Pennsylvania) am Little Juniata River. Das U.S. Census Bureau hat bei der Volkszählung 2020 eine Einwohnerzahl von 5.480 ermittelt.

## Geschichte
Tyrone wurde 1850 gegründet und hieß zunächst Eaglesville, später Shorbsville und letztlich Tyrone City. An der Mündung des Bald Eagle Creek in den Little Juniata River entstanden erste Gebäude der Siedlung. Mit der industriellen Erschließung der Allegheny Mountains erlangte die Gemeinde Bedeutung für Papierindustrie, außerdem siedelten sich chemische Betriebe und Süßwarenhersteller an. Die Kohlegruben von Clairfield hatten in der Gemeinde eine Zweigstelle.
Nachdem die Hauptstrecke der Pennsylvania Railroad von Philadelphia nach Pittsburgh über Altoona bis 1849 eröffnet worden war, dauerte es noch bis 1880, bis auch Tyrone einen eigenen Bahnhof für den Personenverkehr erhielt. In Tyrone begann eine Bahnstrecke nach Lock Heaven (nahe Williamsburg) über Milesburg. Ferner bestand ein Netz von vielen Nebenbahnen, die von Tyrone aus zu verschiedenen Industriebetrieben in umliegenden Städten wie Philippsburg und Fairbrook führten. Mittlerweile zum Haltepunkt auf Bedarf herabgestuft, verkehrt gegenwärtig täglich ein Amtrak-Zugpaar (Pennsylvanian, New York City – Pittsburgh) mit Halt in Tyrone auf der Strecke. Außerdem besteht ein Anschluss an die Linien der Greyhound-Busse.

## Demographie
Zum Zeitpunkt des United States Census 2000 bewohnten Tyrone 5528 Personen. Die Bevölkerungsdichte betrug 1056,6 Personen pro km². Es gab 2567 Wohneinheiten, durchschnittlich 490,7 pro km². Die Bevölkerung Tyrones bestand zu 98,86 % aus Weißen, 1,00 % Schwarzen oder African American, 0,11 % Native American, 0,11 % Asian, 0 % Pacific Islander, 0,14 % gaben an, anderen Rassen anzugehören und 0,45 % nannten zwei oder mehr Rassen. 0,54 % der Bevölkerung erklärten, Hispanos oder Latinos jeglicher Rasse zu sein.
Die Bewohner Tyrones verteilten sich auf 2381 Haushalte, von denen in 27,6 % Kinder unter 18 Jahren lebten. 46,0 % der Haushalte stellten Verheiratete, 13,2 % hatten einen weiblichen Haushaltsvorstand ohne Ehemann und 36,7 % bildeten keine Familien. 32,8 % der Haushalte bestanden aus Einzelpersonen und in 17,5 % aller Haushalte lebte jemand im Alter von 65 Jahren oder mehr alleine. Die durchschnittliche Haushaltsgröße betrug 2,27 und die durchschnittliche Familiengröße 2,87 Personen.
Die Bevölkerung verteilte sich auf 22,5 % Minderjährige, 7,8 % 18–24-Jährige, 27,8 % 25–44-Jährige, 20,7 % 45–64-Jährige und 21,1 % im Alter von 65 Jahren oder mehr. Das Durchschnittsalter betrug 40 Jahre. Auf jeweils 100 Frauen entfielen 84,1 Männer. Bei den über 18-Jährigen entfielen auf 100 Frauen 79,6 Männer.
Das mittlere Haushaltseinkommen in Tyrone betrug 29.393 US-Dollar und das mittlere Familieneinkommen erreichte die Höhe von 37.813 US-Dollar. Das Durchschnittseinkommen der Männer betrug 29.361 US-Dollar, gegenüber 21.371 US-Dollar bei den Frauen. Das Pro-Kopf-Einkommen belief sich auf 15.285 US-Dollar. 17,4 % der Bevölkerung und 14,8 % der Familien hatten ein Einkommen unterhalb der Armutsgrenze, davon waren 28,5 % der Minderjährigen und 10,3 % der Altersgruppe 65 Jahre und mehr betroffen.

## Persönlichkeiten
Hier geboren
- Fred Waring (1900–1984), Musiker und Bandleader, ihm sind drei Sterne auf dem Walk of Fame gewidmet
- Howard L. Myers (1930–1971), Science-Fiction-Autor
- Ethan Stiefel (* 1973), Balletttänzer

Mit Bezug zu Tyrone
- Marcy Rylan (* 1980), Schauspielerin, besuchte hier die High School